# Wild Obsession
Wild Obsession, pubblicato nel 1989, è il primo album della band Heavy metal del chitarrista tedesco Axel Rudi Pell.

## Tracce
1. "Wild Cat" (Pell / Pell, Huhn) (03:39)
2. "Call Of The Wild Dogs" (Pell / Pell, Huhn) (03:51)
3. "Slave Of Love" (Pell / Huhn) (04:36)
4. "Cold As Ice" (Pell / Pell) (06:21)
5. "Broken Heart" (Pell / Pell) (05:04)
6. "Call Her Princess" (Pell / Pell) (03:19)
7. "Snake Eyes" (Pell / Huhn) (05:13)
8. "Hear You Calling Me" (Pell / Pell, Huhn)  (04:55)
9. "Return Of The Calyph - From The Apocalypse Of Babylon" (Pell) (0:51)
10. "(Don't Trust The) Promised Dreams" (Pell / Pell) (06:28)

## Formazione
- Axel Rudi Pell – chitarra
- Charlie Huhn – voce
- George Hahn – tastiera
- Volker Krawczak – basso
- Jörg Michael – batteria